# Давид бен Авраам аль-Фасі
Давид бен Авраам аль-Фасі (івр. דוד בן אברהם אלפאסי) — середньовічний єврейський, марокканським лексикограф і граматик з Феса, який жив у другій половині X століття (помер до 1026 р. н. е.), який врешті оселився в Ізраїлі, де, як вважають, він створив свій шедевр. Він належав до секти караїмів і виявляв навички граматика та коментатора.
Аль-Фасі був автором Кітаб Джамінь аль-Альфана («Книга зібраних значень»), одного з найдавніших юдейсько-арабських словників, роботи, що визначає слова в єврейській Біблії. Це перший словник біблійної єврейської мови. Він класифікує коріння за кількістю їх букв, як це робили граматики до Юди Хайюджа .

## Метод з'ясування
Вчені відзначають, що Давид бен Авраам аль-Фасі, у всіх протиріччях між равіністами і караїмами, незмінно підтримував останніх, часто критикуючи погляди перших. Його метод стислий, зводить визначення слів, зрозуміле сучасникам, не згадуючи їх по імені. Єдиним авторитетом, який він згадує по імені (двічі), є Саадія Гаон, якого він називає Аль-Фаюмі. Хоча у багатьох випадках метод висвітлення Аль-Фасі подібний до методу Саадіа Гаона, в інших сферах з'ясування він не стримує своєї критики з боку методу Саадії Гаона, не називаючи його прямо. Ранні рабинські джерела, такі як арамейський Таргум Онкелос та Джонатан бен Узіель, натякаються на його використання таких титулів, як аль-Таргум, аль-Суріані та аль-Мутарджім.
В єврейській граматиці, як відомо, аль-Фасі розрізняв «шоршійот» (радикальні літери; лексичні корені) та «шімушійот» (теоретичні корені; сервільні літери), але не давав їм мнемоніки.

## Анекдоти з історії євреїв
Аль-Фасі зафіксував, що після завоювання мусульманами Єрусалиму євреям було дозволено молитися біля воріт Храмової гори, якій до цього часу було відмовлено євреям, що жили під візантійцями.
Пізніше словник Аль-Фасі скоротив філолог Леві б. Єфет, корінний житель Єрусалиму, і його скорочення було, в свою чергу, уособлено Алі б. Сулейман, також Єрусалимський.